# Muticaria macrostoma
Espèce
Statut de conservation UICN

 LC  : Préoccupation mineure
Muticaria macrostoma est une espèce de gastéropodes terrestres de la famille des Clausiliidae. Il s'agit d'une espèce de petite taille endémique de l'archipel maltais.

## Synonymes
- Clausilia macrosoma
- Muticaria macrosoma

## Systématique
Le mollusque est initialement décrit et nommé Clausilia macrosoma en 1835 par François-Joseph Cantraine. Malgré le nom initial clairement imprimé macrosoma dans la publication originale, l'espèce est le plus souvent nommée macrostoma, orthographe fautive qui a fini par s'imposer. Son genre va ensuite être renommé en Muticaria.

## Liste des sous-espèces
Selon World Register of Marine Species (7 mai 2021) :
- sous-espèce Muticaria macrostoma macrostoma (Cantraine, 1835)
- sous-espèce Muticaria macrostoma mamotica (Gulia, 1861)
- sous-espèce Muticaria macrostoma oscitans (Charpentier, 1852)
- sous-espèce Muticaria macrostoma scalaris (L. Pfeiffer, 1850)

## Description
La coquille est blanche ou grise avec des reflets brunâtres, habituellement densément striée. La pointe est souvent tronquée chez l'adulte qui ne garde que quatre à six tours. Des individus gardent parfois la coquille entière avec alors entre sept et huit tours. La marge de l'ouverture est détachée et fait légèrement saillie. La columelle est fine, oblique dans la partie supérieure de l'ouverture. La sous-columelle est généralement visible, au moins en vue oblique. Elle est parfois très marquée et s'étendant obliquement à l'intérieur comme une seconde columelle. Comme les autres Clausilioidea, l'espèce n'a pas d'opercule mais une lame mobile, le clausilium, qui en tient lieu. Le clausilium est ici bien visible, avec une extrémité pointue entre la sous-columelle et la lunule. La forme des nervures est variable. Les nervures peuvent être grossières (individus près de la baie de Saint-Paul) ou gonflées (à Gozo).
Diffère de Lampedusa imitatrix par les trois plis entre la suture et le palais supérieur, sa sous-columelle plus épaisse de même que la lunule dorsale.
Sa taille varie de 12 à 19 mm de long (8 mm seulement pour les individus tronqués) pour 3,5 à 6 mm de large.

## Distribution géographique et population
L'espèce est assez largement répandue à Malte et à Gozo. Elle vit sur les rochers calcaires et dans les falaises. Habituellement dans des crevasses ou dans la végétation à proximité de rochers, parfois aussi sous les pierres, dans les décombres et les amas de pierres en entourant les champs cultivés ou abandonnés.